# Wikipedia tiếng Hà Lan
Wikipedia tiếng Hà Lan (tiếng Hà Lan: Nederlandstalige Wikipedia) là phiên bản tiếng Hà Lan của dự án Wikipedia, với 2.194.000 bài viết. Phiên bản này đạt mốc 1.000.000 bài viết vào ngày 17 tháng 12 năm 2011, và hiện nay là phiên bản Wikipedia lớn thứ 5 theo số lượng bài viết.

## Lịch sử
Wikipedia tiếng Hà Lan mở cửa vào ngày 19 tháng 6 năm 2001, và đã đạt đến 100.000 bài viết ngày 14 tháng 10 năm 2005. Phiên bản này đã vượt qua Wikipedia tiếng Ba Lan, trở thành phiên bản Wikipedia lớn thứ 6, nhưng sau đó đã tụt xuống vị trí thứ 8. Ngày 1 tháng 3 năm 2006, phiên bản này đã vượt qua Wikipedia tiếng Thụy Điển và Ý trong một ngày và đã vượt lên vị trí thứ 6. Bài viết thứ 500.000 đã được tạo ra vào ngày 30 tháng 11 năm 2008. Năm 2006 theo một nghiên cứu của Multiscope, Wikipedia tiếng Hà Lan được đánh giá là trang web tiếng Hà Lan lớn thứ ba, chỉ sau Google và Gmail, với số điểm 8,1.
Wikipedia tiếng Hà Lan có tỉ lệ số trang trung bình trên mỗi người cao nhất trong top 10 các phiên bản Wikipedia lớn nhất. Tốc độ gia tăng số bài viết tăng vọt vào tháng 3 năm 2006, làm tăng lên khoảng trung bình 1.000 bài viết được tạo mỗi ngày vào đầu tháng 5 năm 2006. Sau khi đạt được con số này, sự gia tăng số lượng bài viết giảm xuống chỉ còn trung bình 250 bài viết một ngày, trở lại mức trung bình tháng 12 năm 2005. Kể từ đó, số các bài viết được tạo đã tăng lên, một trong những mức độ gia tăng lớn nhất là 2.000 bài viết mỗi ngày vào tháng 7 năm 2007, nhưng tốc độ luôn quay trở lại mức trung bình thấp nhất là 250.

### Bot
Phần lớn các bài viết trong Wikipedia tiếng Hà Lan (55%) được tạo bởi bot. Vào tháng 10 năm 2011, có một vài bot đã tạo ra khoảng 80.000 bài viết (gần 5% tổng số bài viết của toàn bộ phiên bản) chỉ trong 11 ngày.
Bài viết thứ một triệu của Wikipedia tiếng Hà Lan được tạo ra vào tháng 12 năm 2011, ngay sau đó chỉ 10 ngày các bot đã làm số bài viết tăng lên hơn 100.000. Cuối tháng 3 năm 2013, phiên bản này đã vượt qua Wikipedia tiếng Pháp để trở thành phiên bản lớn thứ ba, và đến tháng 6 năm 2013, đã vượt qua Wikipedia tiếng Đức, trở thành phiên bản ngôn ngữ lớn thứ hai của Wikipedia.

## Sự phát triển về số lượng bài viết

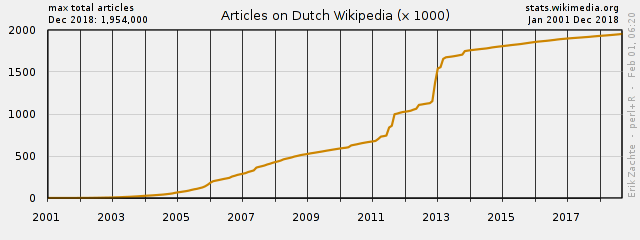
Biểu đồ hiển thị sự gia tăng các bài viết tại Wikipedia tiếng Hà Lan vào khoảng thời gian từ tháng 6 năm 2001 đến tháng 4 năm 2014.

| Ngày       | Số lượng bài viết | Số bài viết mỗi ngày (avg.) |
| ---------- | ----------------- | --------------------------- |
| 19/06/2001 | 1                 | 1                           |
| 03/08/2003 | 10.000            | 13                          |
| 07/02/2004 | 20.000            | 53                          |
| 27/01/2005 | 50.000            | 125                         |
| 14/10/2005 | 100.000           | 270                         |
| 24/05/2006 | 200.000           | 625                         |
| 26/12/2006 | 250.000           | 250                         |
| 28/05/2007 | 300.000           | 250                         |
| 17/01/2008 | 400.000           | 435                         |
| 30/11/2008 | 500.000           | 344                         |
| 30/04/2010 | 600.000           | 167                         |
| 19/06/2011 | 700.000           | 625                         |
| 18/09/2011 | 750.000           | 175                         |
| 22/10/2011 | 800.000           | 10.000                      |
| 07/12/2011 | 900.000           | 10.000                      |
| 17/12/2011 | 1.000.000         | 10.000                      |
| 14/09/2012 | 1.100.000         | 3.333                       |
| 09/03/2013 | 1.200.000         | 10.000                      |
| 18/03/2013 | 1.250.000         | 3.333                       |
| 22/03/2013 | 1.300.000         | 10.000                      |
| 01/04/2013 | 1.400.000         | 10.000                      |
| 12/04/2013 | 1.500.000         | 10.000                      |
| 14/06/2013 | 1.600.000         | 10.000                      |
| 14/10/2013 | 1.700.000         | 127                         |

## Nét đặc biệt

### Độ sâu của bài viết
Khái niệm độ sâu của Wikipedia là một chỉ số thô dùng để đánh giá chất lượng của việc cộng tác tại bách khoa toàn thư, cho thấy các bài viết được cập nhật thường xuyên như thế nào. Chỉ số này được đo bằng cách lấy số sửa đổi trung bình trên mỗi trang (tính cả bài viết, trang thảo luận, trang thành viên...) nhân cho bình phương của tỉ lệ giữa số các trang không thuộc bài viết và số bài viết. Trong số chín phiên bản Wikipedia có trên một triệu bài, thì phiên bản tiếng Hà Lan, Thụy Điển và Ba Lan có chỉ số độ sâu lớn hơn nhiều so với sáu phiên bản còn lại. Tính đến tháng 3 năm 2012, Wikipedia tiếng Anh có độ sâu là 666, tiếng Đức là 88, Pháp là 153, Tây Ban Nha là 160, nhưng Hà Lan chỉ có 18.

### Dung lượng trung bình mỗi bài
So với hầu hết các phiên bản Wikipedia với một số lượng bài như nhau, các bài viết trên Wikipedia tiếng Hà Lan có ít nội dung hơn với mức bình quân 1.598 byte mỗi bài (vào tháng 2 năm 2014), khoảng 40% so với các phiên bản tiếng Pháp, Đức, Ý, Nga và Tây Ban Nha (3.986-4.277 byte/bài vào tháng 2 năm 2014).